# Emblemata
Emblemata (Emblematum liber) di Andrea Alciato è l'opera capostipite di un intero genere letterario, quello del libro di emblemi, che conoscerà una notevole fortuna nella cultura umanistica e rinascimentale dell'intera Europa. Fu pubblicato per la prima volta nel 1531 ad Augusta in Germania, con il titolo, comprensivo del nome dell'autore e del dedicatario, Viri clarissimi D. Andreae Alciati iurisconsultiss. Mediol. ad D. Chonradum Peutingerum Augustanum iurisconsultum Emblematum liber.

## Storia editoriale
Impressa dallo stampatore Heinrich Steyner, la prima edizione non autorizzata del 1531 fu compilata a partire da un manoscritto di poesie latine che il giurista italiano Andrea Alciato aveva dedicato al suo amico Konrad Peutinger e fatto circolare tra i suoi conoscenti. L'edizione del 1531 fu presto seguita da un'edizione del 1534, autorizzata dall'autore e pubblicata a Parigi da Christian Wechel: tale edizione uscì con il titolo Andreae Alciati Emblematum libellus ("Libretto di emblemi di Andrea Alciato").
Emblemata crebbe fino a includere più di 200 emblemi singoli e uscì in centinaia di edizioni, di cui probabilmente la più conosciuta è quella pubblicata da Tozzi a Padova nel 1621 con commenti di Claude Mignault e Francisco Sánchez de las Brozas e note di Lorenzo Pignoria, ristampata nel 1661.

## Contenuto dell'opera
Emblemata è il plurale della parola latina emblema (dal greco ἔμβλημα, émblēma), termine che indica un elemento decorativo, un mosaico o un ornamento: nella sua prefazione a Peutinger, Alciato descrive i suoi emblemi come un dotto divertimento, un passatempo per gli umanisti imbevuti di cultura classica. A tale proposito, così recita la prefazione, in traduzione italiana:

## Fortuna letteraria
L'opera di Alciato generò migliaia di imitazioni in tutte le lingue vernacolari europee: di argomento profano, religioso o amoroso, i libri di emblemi furono parte integrante della cultura europea per due secoli. Tra gli epigoni e imitatori vi fu Pierre Coustau (alias Petrus Costalius) che, nel 1555, a Lione, pubblicò 122 emblemi in Pegma, cum narrationibus philosophicis. Coustau, debitore di Alciati, introduce un'originale innovazione, l'accompagnamento degli emblemi con "narrationes philosophicae", sorta di saggi filosofici, ciascuno dei quali autosufficiente e in sé compiuto, in una maniera che può ricordare i Saggi di Michel de Montaigne.

## Edizioni
- Viri clarissimi D. Andreae Alciati iurisconsultiss. Mediol. ad D. Chonradum Peutingerum Augustanum iurisconsultum Emblematum liber, Augustae Vindelicorum, per Heynricum Steynerum, 1531 die VI Aprilis.
- Andreae Alciati Emblematum libellus, Parisiis, excudebant Christianus Wechelus, 1534.